# Eurocup-3
Pour les articles homonymes, voir EuroCup.
L'Eurocup-3 est un championnat de course automobile réglementé selon les règles de la Formule Régionale. Il a été créé « comme une nouvelle opportunité pour les pilotes venant de la Formule 4 de continuer à développer leur carrière au plus haut niveau et à un coût raisonnable ». Chaque équipe s'engage, sur un budget maximum de 400 000 € par saison.

## Histoire
Inauguré en 2023, l'Eurocup-3 est un championnat situé entre la Formule 3 et la Formule 4. Organisé par les promoteurs de la Formule 4 espagnole, le championnat accueille des pilotes âgés d’au moins 16 anset constitue une série concurrente au Championnat d'Europe de Formule Régionale.
En 2025, en concurrence à la Formule Régionale Moyen-Orient, le championnat lance un championnat hivernal : l'Eurocup-3 Spanish Winter Championship, se déroulant dans le cadre d'un Spanish Winter Championship, regroupant les séries hivernales de l'Eurocup-3 et de la F4 espagnole.

## Automobiles
Les équipes utilisent le châssis Tatuus T-318, répondant à la nouvelle réglementation technique 2022, et doté d’un kit aérodynamique qui procure plus d’appui aérodynamique. La voiture est équipée d'un moteur de 300 chevaux d'Alfa Romeo-Autotecnica et de pneus Hankook. Ces voitures sont également équipées d’un système "push-to-pass" qui offre un gain de puissance de 25 chevaux (19 kW).

## Équipes et pilotes

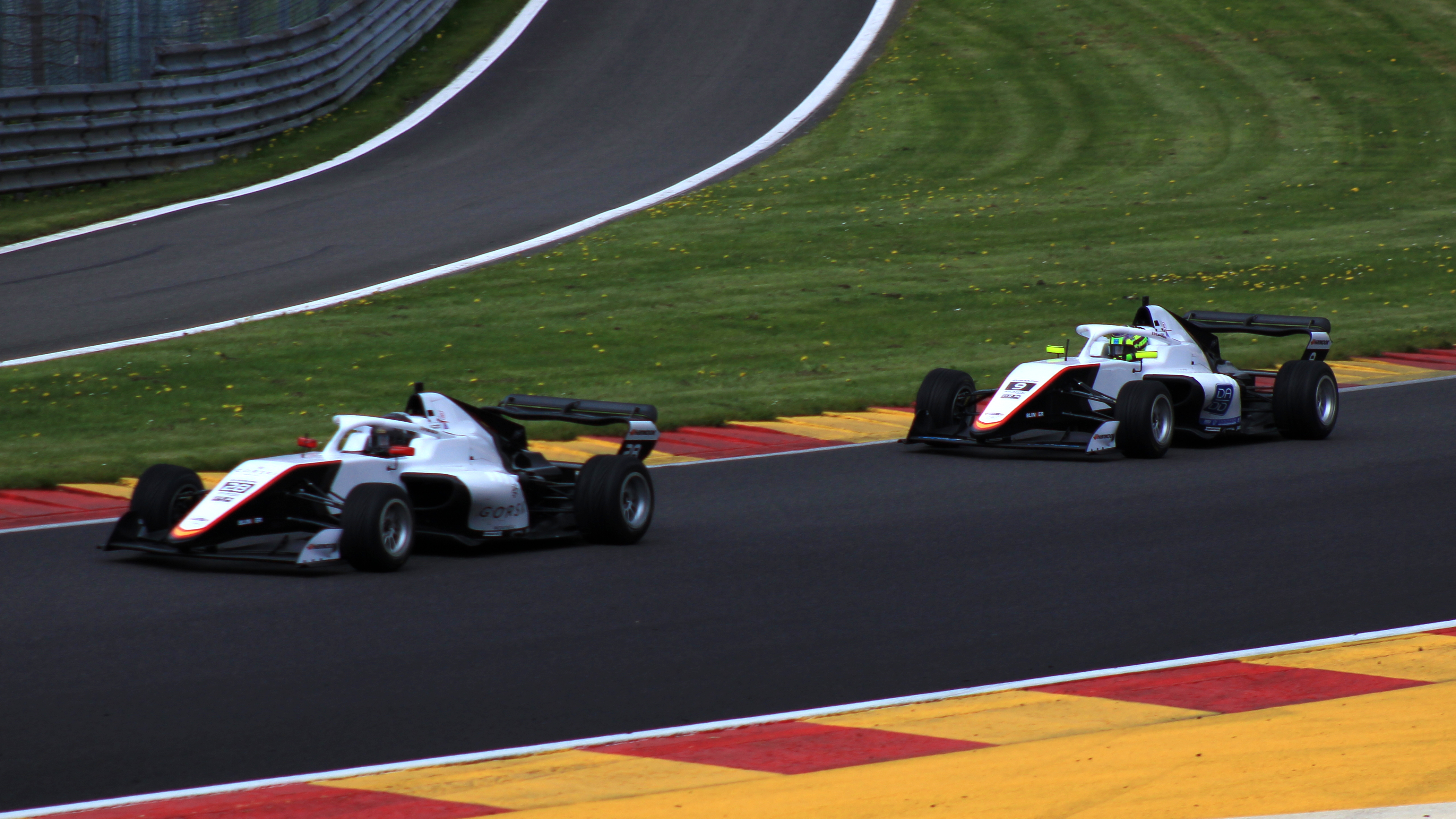
Les deux pilotes de Campos Racing Francesco Braschi (à gauche) et le champion 2023 Esteban Masson (à droite) au volant de la Tatuus F3 T-318 à Spa.

## Champions

### Pilotes
| Saison | Équipe        | Pilote         | Courses   | Pole positions | Victoires | Podiums | Meilleurs tours | Points | Écart |
| ------ | ------------- | -------------- | --------- | -------------- | --------- | ------- | --------------- | ------ | ----- |
| 2023   | Campos Racing | Esteban Masson | 16 sur 16 | 6              | 8         | 10      | 7               | 273    | 30    |
| 2024   | Campos Racing | Christian Ho   | 16 sur 16 | 7              | 6         | 9       | 5               | 255    | 5     |
| 2025   |               |                |           |                |           |         |                 |        |       |

### Équipes
| Saison | Equipe        | Pole positions | Victoires | Podiums | Meilleurs tours | Points | Écart |
| ------ | ------------- | -------------- | --------- | ------- | --------------- | ------ | ----- |
| 2023   | Campos Racing | 9              | 11        | 21      | 8               | 516    | 2     |
| 2024   | MP Motorsport | 7              | 9         | 25      | 6               | 561    | 99    |
| 2025   |               |                |           |         |                 |        |       |

## Circuits
- Gras indique que le circuit a été utilisé lors de la saison 2024[6].
- Italique indique que le circuit (absent en 2023) sera utilisé lors de la saison 2025[7]

| Numéro | Circuits                           | Participation | Années     |
| ------ | ---------------------------------- | ------------- | ---------- |
| 1      | Circuit de Spa-Francorchamps       | 3             | 2023-2025  |
| 1      | Circuit de Jerez                   | 3             | 2023-2025  |
| 1      | Circuit de Barcelona-Catalunya     | 3             | 2023-2025  |
| 4      | MotorLand Aragón                   | 2             | 2023-2024  |
| 4      | Circuit de Monza                   | 2             | 2023, 2025 |
| 4      | Circuit Zandvoort                  | 2             | 2023-2024  |
| 4      | Circuit Paul Ricard                | 2             | 2024-2025  |
| 4      | Circuit international de l'Algarve | 2             | 2024-2025  |
| 4      | Red Bull Ring                      | 2             | 2024-2025  |
| 10     | Circuit d'Estoril                  | 1             | 2023       |
| 10     | Circuit Ricardo Tormo              | 1             | 2023       |
| 10     | TT Circuit Assen                   | 1             | 2025       |